# Platygaster dombeyae
Platygaster dombeyae är en stekelart som beskrevs av Jean Risbec 1953. Platygaster dombeyae ingår i släktet Platygaster och familjen gallmyggesteklar. Inga underarter finns listade i Catalogue of Life.